# Parc Marcel-Paul
Le parc Marcel Paul est un parc public situé sur la commune de Valence, dans le département de la Drôme. D'une superficie de 3,7 ha, il se situe dans le quartier de Valensolles, bordé à l'ouest par l'avenue de Provence, au sud et à l'est par le boulevard de Crussol et au nord par la propriété du domaine de Valensolles qui est inscrite sur la liste des monuments historiques de la ville.

## Présentation
Situé dans la partie ouest du quartier de Valensolles, non loin du port de plaisance de l'Épervière, ce parc paysager est parcouru d'une source naturelle canalisée en ruisseau. 
Il possède une promenade bordée d'arbres et de pelouses, un terrain de pétanque et dispose d'aires de jeux pour les enfants. Ce parc très animé accueille régulièrement des courses d'orientation, des brocantes (le deuxième dimanche du mois) et des concours de pétanque, entre autres rassemblements festifs ou/et sportifs, ainsi que les concerts du Festival de Valence.
Le parc Marcel-Paul est l'un des plus grands parcs publics de la ville de Valence, les trois principaux étant  le parc Jean-Perdrix, le parc Jouvet et le parc de l'Épervière.